# EXOSC7
EXOSC7 (англ. Exosome component 7) – білок, який кодується однойменним геном, розташованим у людей на короткому плечі 3-ї хромосоми.  Довжина поліпептидного ланцюга білка становить 291 амінокислот, а молекулярна маса — 31 821.
| 10         |  | 20         |  | 30         |  | 40         |  | 50         |
| ---------- |  | ---------- |  | ---------- |  | ---------- |  | ---------- |
| MASVTLSEAE |  | KVYIVHGVQE |  | DLRVDGRGCE |  | DYRCVEVETD |  | VVSNTSGSAR |
| VKLGHTDILV |  | GVKAEMGTPK |  | LEKPNEGYLE |  | FFVDCSASAT |  | PEFEGRGGDD |
| LGTEIANTLY |  | RIFNNKSSVD |  | LKTLCISPRE |  | HCWVLYVDVL |  | LLECGGNLFD |
| AISIAVKAAL |  | FNTRIPRVRV |  | LEDEEGSKDI |  | ELSDDPYDCI |  | RLSVENVPCI |
| VTLCKIGYRH |  | VVDATLQEEA |  | CSLASLLVSV |  | TSKGVVTCMR |  | KVGKGSLDPE |
| SIFEMMETGK |  | RVGKVLHASL |  | QSVVHKEESL |  | GPKRQKVGFL |  | G          |

A: Аланін

C: Цистеїн

D: Аспарагінова кислота

E: Глутамінова кислота

F: Фенілаланін

G: Гліцин

H: Гістидин

I: Ізолейцин

K: Лізин

L: Лейцин

M: Метіонін

N: Аспарагін

P: Пролін

Q: Глутамін

R: Аргінін

S: Серин

T: Треонін

V: Валін

W: Триптофан

Кодований геном білок за функцією належить до фосфопротеїнів. 
Задіяний у таких біологічних процесах як процесинг рРНК, поліморфізм, ацетиляція. 
Білок має сайт для зв'язування з РНК. 
Локалізований у цитоплазмі, ядрі, екзосомі.